# Die Berge
Die Berge, auch Borken-Ramsdorfer Berge und meist nur Berge genannt, im Kreis Borken in Nordrhein-Westfalen sind ein bis 107,4 m ü. NHN hoher Höhenzug und ökologisch teilweise wertvoller Unter-Naturraum der Einheit Hohe Mark (mit Rekener Kuppen) in der Haupteinheit Westmünsterland.

## Geographische Lage
Die Berge liegen etwa 11 km (Luftlinie) südöstlich der deutsch-niederländischen Grenze am Nordrand des den Ballungsraum Ruhrgebiet nördlich flankierenden Naturparks Hohe Mark-Westmünsterland. Ihre hügelige Landschaft erhebt sich zwischen Ramsdorf im Norden, Velen im Nordosten, Heiden im Süden und Borken nebst Gemen im Westen. Der Großteil der Berge, die in Ost-West-Richtung etwa 4,7 km lang und in Nord-Süd-Richtung rund 2 km breit sind, befindet sich auf dem Grund der Gemeinde Velen. Ein paar Ausläufer gehören zur Stadt Borken und Gemeinde Heiden. Die Bundesautobahn 31 verläuft etwas östlich. Nördlich der Berge fließt etwa in Ost-West-Richtung die Bocholter Aa vorbei.
Die Berge sind der westlichste Teil der Rekener Kuppen bzw. der nordwestlichste Ausläufer der naturräumlichen Einheit Hohe Mark (mit Rekener Kuppen) – siehe dortige naturräumliche Gliederung. Von den sich ostsüdöstlich anschließenden, mit bis 133,4 m Höhe noch etwas höheren Rekener Bergen werden sie durch die L 829 zwischen Heiden (Süden) und Velen (Norden) getrennt.

## Geologie

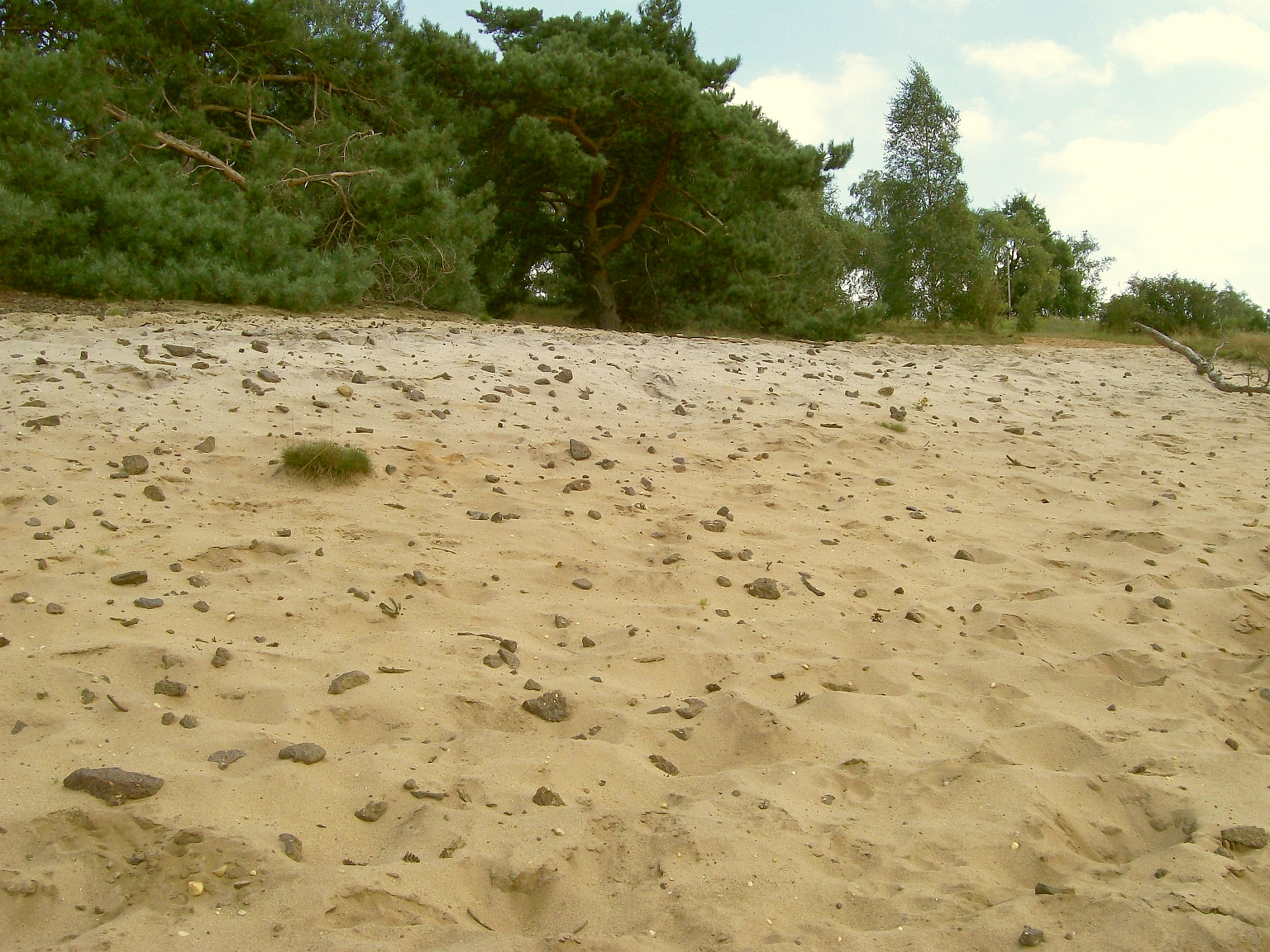
Trümmererzablagerungen

Die Berge stellen den westlichsten Teil der geologischen Halterner Sande dar, die sich in den Rekener Bergen nach Ostsüdosten fortsetzen. Beide Höhenzüge entstanden durch eine Reliefumkehr von Oberkreide-Lockermaterial und sind mit Unterkreide-Trümmermaterial gedeckelt. Auffällig ist ihr sanfter Abfall nach Süden bei deutlich schrofferem Nordabfall.
Durch das Vorhandensein von Trümmererzablagerungen, Zusammenbackungen aus Eisen, Ton und kleinen Steinen, wurde eine Abtragung der sonst lockeren Sande durch Jahrmillionen andauernde Erosion verhindert. So blieben die Hügel erhalten. Das Gelände zeichnet sich ferner durch großflächige, gut erhaltene Podsol- und Pseudogley-Podsolvorkommen aus. Dies sind typische Böden ehemaliger Allmende- und Heidegebiete.

## Flora

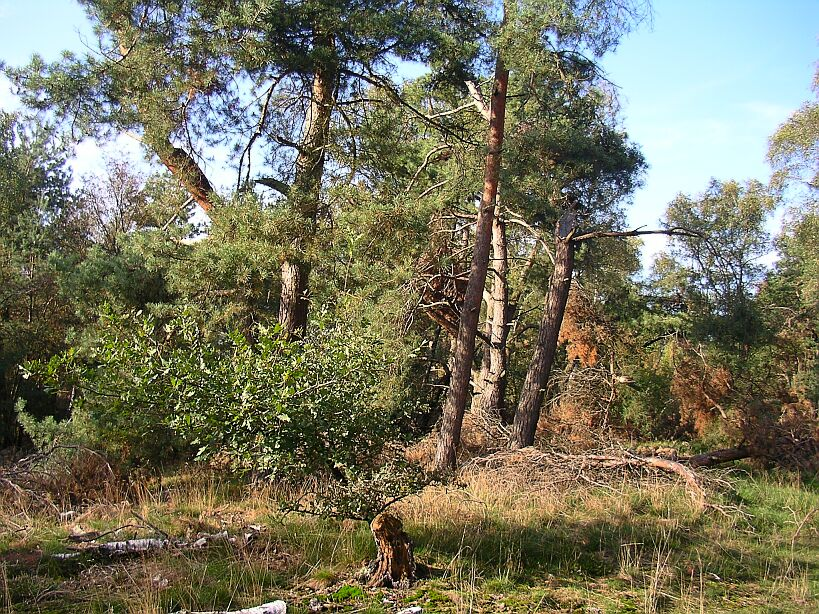
Alte Kiefern

Die Berge zeichnen sich durch eine sehr abwechslungsvolle Vegetation aus. Neben einem breiten Baumartenspektrum kommen viele verschiedene Gräser und Sträucher vor.
Heute sind die Berge fast vollständig mit Nadel- und Mischwäldern bedeckt, wobei artenarme Kiefernwälder, besonders im östlichen Gebiet, einen Großteil der Flächen einnehmen. Die Kiefer kommt von Natur aus jedoch nicht in dieser Region vor. Das Vorhandensein dieser Baumart erklärt sich aus den Aufforstungsbemühungen seit etwa 1840.
Besonders im westlichen Teil lassen sich inzwischen jedoch Entwicklungstendenzen hin zu trockenen Eichen-Birkenwäldern erkennen. Diese stellen wohl die typische Vegetation für jenen Naturraum dar. Weitere wichtige in den Bergen vorkommende Baumarten sind Rotbuche, Roteiche, Lärche, Eberesche, Fichte, Erle und Späte Traubenkirsche. Letztere könnte in Zukunft durch stetige Ausbreitung einige heimische Pflanzenarten durch Verdrängung gefährden.

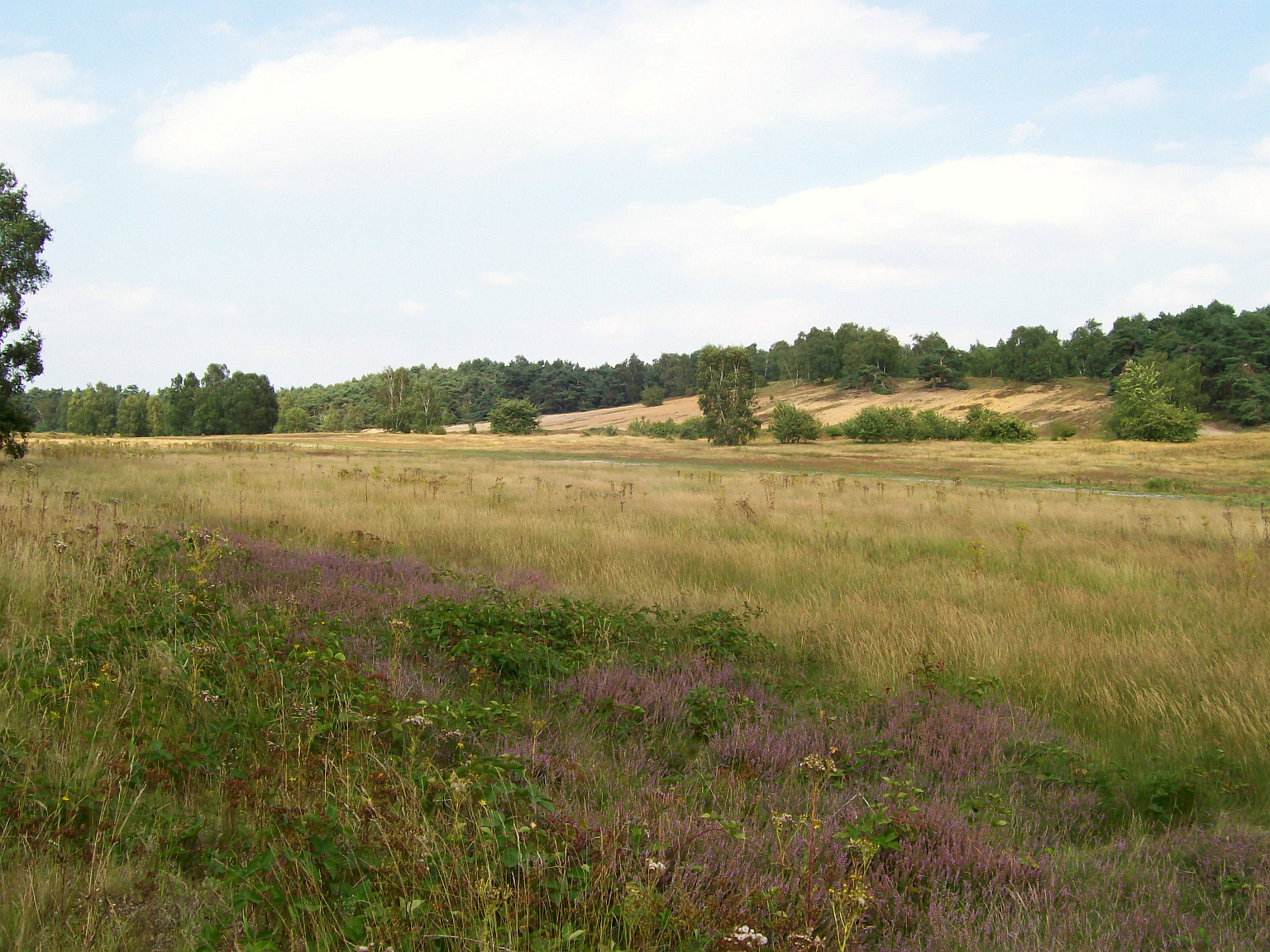
Magerrasen und Heiderest am Fliegerberg

Früher erstreckte sich eine ausgedehnte Heidelandschaft mit Callunaheide und Wacholder auf den Hügeln. Von der Heide sind heute nur noch Reste auf einigen Lichtungen und an Waldrändern erhalten. Im westlichen Teil der Berge, haben sich im Laufe der Zeit jedoch wertvolle Magerrasenflächen entwickelt, darunter die mit einer Fläche von 20 Hektar (ha) größte im Kreis Borken. Die Magerrasen bestehen unter anderem aus Kleiner Sauerampfer, Roter Spörgel und die Feldhainsimse. Bemerkenswert ist auch das Vorkommen von Sumpf-Quendel, Sumpf-Schachtelhalm und Behaartem Ginster.
Die verschiedenen Naturräume in den Bergen, bieten neben diesen auch einer Reihe von Pflanzen einen Lebensraum, die auf der roten Liste der gefährdeten Arten stehen. Dies sind beispielsweise Sandwicke, Frühlingsspörgel, Zwerg-Filzkraut, Früher Schmielenhafer, und Bauernsenf.
In einigen Quellfluren kommen darüber hinaus z. B. Gegenblättriges Milzkraut, Fieberklee, Hainfelberich, Sumpf-Veilchen, Winkel-Segge und an einzelnen Stellen auch kleinere Torfmoospolster vor.

## Fauna
Neben typischen Niederwildarten kommt in den Bergen eine große Gruppe seltener Tierarten vor, die ebenfalls teilweise auf der roten Liste der gefährdeten Arten geführt werden.
Zu diesen Tieren zählen vor allem Vogelarten wie Heidelerche, Baumpieper, Gartenrotschwanz, Großer Buntspecht, Kleinspecht, Gartenbaumläufer, Zilpzalp und Fitislaubsänger. Jedoch besiedeln auch einige bemerkenswerte Insekten wie Ampfer-Purpurspanner, Hauhechel-Bläuling, Blutbär, Steinfliegen, Schmetterlingsmücken, Köcherfliegen sowie verschiedene Käferarten die Berge. So kommen beispielsweise Stierkäfer, Nashornkäfer, Dünen-Sandlaufkäfer, Feld-Sandlaufkäfer und Gelbbindiger Zangenbock vor. Die Gruppe der Reptilien wird in den Bergen vor allem durch Blindschleiche, Wald- und Zauneidechse vertreten. Zudem trifft man vereinzelt auf Amphibien wie die Kreuzkröte und verschiedene Molch- und Froscharten. In einigen Quellbereichen kommen Quellschnecken vor.

## Naturschutz

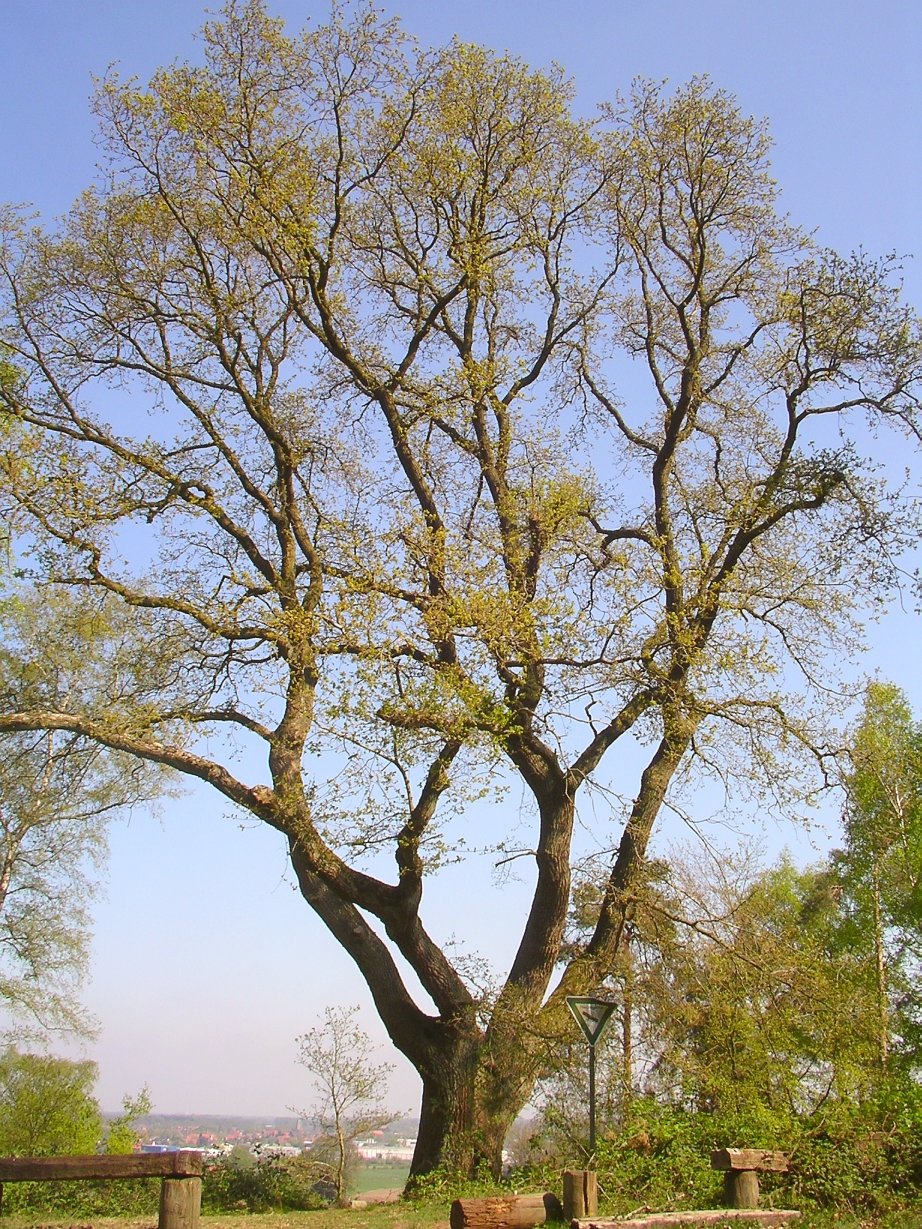
Alte Eiche – Naturdenkmal auf dem Lünsberg

Viele der oben genannten Pflanzen- und Tierarten sind in Nordrhein-Westfalen vor allem durch Nährstoffeinträge in Böden und durch Flächenzerstörung bedroht. Um die Artenvielfalt zu erhalten, wurden in den Bergen inzwischen zwei Naturschutzgebiete ausgewiesen.
Es handelt sich einerseits um das 208 ha große NSG „Lünsberg und Hombornquelle“. Dieses Naturschutzgebiet, welches im westlichen Teil der Berge liegt, schützt verschiedene Wald-, Heide- und Silikat-Trockenrasenflächen sowie die vier Quellinseln des Reiningbaches. Bemerkenswert sind in diesem Gebiet insbesondere das Vorhandensein seltener Quellbewohner, ein Flachmoor und typische Quellfluren, die sich in einem bis zu 8 m tiefen Erosionstal entwickelt haben. Die Waldflächen bestehen vorwiegend aus Nadelwäldern sowie aus einem Eichen-Birkenwald, in dem Buchen eingestreut sind.
Ein weiteres Naturschutzgebiet ist das etwa 21 ha große NSG „Hügelgräberfeld bei Ramsdorf“ auf dem Hövelsberg. Es liegt nördlich des Tannenbültenberges und schützt insbesondere bodensaure Kiefern- und Eichenwälder mit Altholzbeständen aus Rotbuchen und Erlen. Dazwischen hat sich eine Strauchschicht aus Faulbaum und Holunder entwickelt. Zudem befinden sich in dem Gebiet zwei Teiche, die von mehreren Quellen gespeist werden. Das Naturschutzgebiet erhielt seinen Namen aufgrund der etwa 120 Hügelgräber aus der jüngsten Stein- bis älteren Bronzezeit sowie der 5 Wallgräber aus der Zeit von 1800 bis 500 vor Christus, welche in dessen Geltungsbereich liegen.
Neben den Naturschutzgebieten bilden mehrere Waldflächen geschützte Landschaftsbestandteile. Zudem befinden sich einige Wildwiesen und ein Naturdenkmal in den Wäldern. Vereinzelt ist stehendes und liegendes Totholz anzutreffen.

## Nutzung

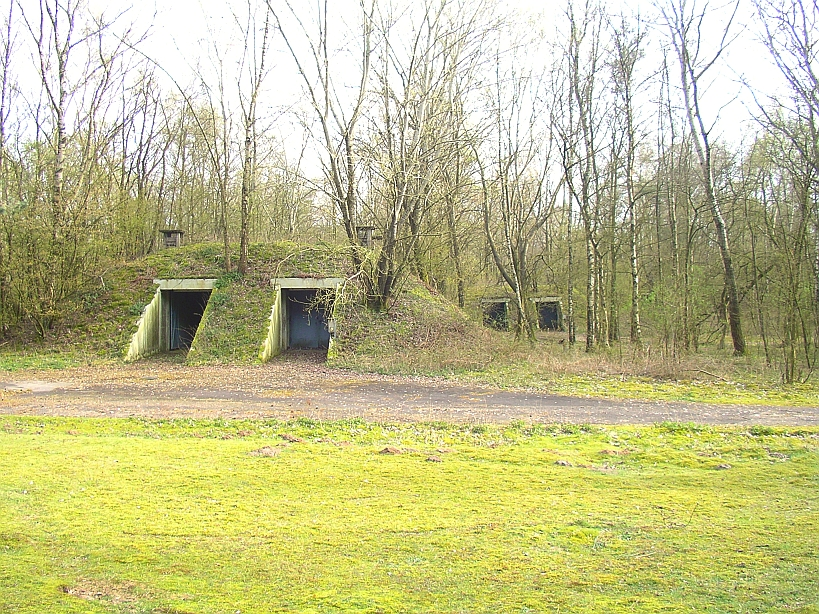
Ehemalige Munitionsbunker auf dem Standortübungsplatz

In früheren Jahrhunderten befanden sich auf den Bergen große Hute- und Allmendeflächen, Plaggenhieb ließ die Heidelandschaft entstehen. Etwa ab 1840 wurden die Flächen teilweise wieder aufgeforstet um die Holzversorgung des nahe gelegenen Ruhrgebietes sicherzustellen. 1931 nahm die „Borkener Segelfluggruppe“ in der Hügellandschaft westlich des Tannenbültenberges einen Segelflugplatz in Betrieb. Der Fliegerberg diente als Startplatz für die Segelflugzeuge. Seit 1957 stand die Hendrik-de-Wynen-Kaserne auf einem kleinen Teil der ehemaligen Forstflächen. Die Bundeswehr nutzte seit den siebziger Jahren, bis zur Schließung der Kaserne Ende 2006, ein östlich an die Kasernengebäude angrenzendes, etwa 230 ha großes Areal, als Standortübungsplatz. Dieser verfügte über einen Schießstand sowie ein Munitionsdepot. Inzwischen wurde ein Großteil dieses Areals, unter Einbeziehung des benachbarten Naturschutzgebietes „Hombornquelle“, in das 208 ha große Naturschutzgebiet „Lünsberg und Hombornquelle“ umgewandelt. Auf dem Gelände der ehemaligen Kaserne ist ein Gewerbegebiet entstanden. Der östliche Teil der Berge dient insbesondere der Holzgewinnung und ist daher vorwiegend mit Forsten bestanden. Zwischendurch lockern einige Äcker und Wildwiesen das sonst geschlossene Waldbild auf. Ebenso befindet sich auf dem Tannenbültenberg seit 1957 ein Hochbehälter des Wasserwerkes „Velen-Ramsdorf“. Gebietsweise fanden und finden in diesem Teil auch Sandabgrabungen statt. Südlich der Bundesstraße 67 befindet sich eine kleine Ferienhaussiedlung mit Campingplatz.

## Erschließung
Durch die ausgedehnten Wälder führen zahlreiche markierte Wanderwege. Ebenso existieren markierte Rad- und Reitwege. Über diese Wege gelangt man gut zu den verschiedenen Besonderheiten wie dem Hügelgräberfeld bei Ramsdorf. Ferner existieren im Bereich des ehemaligen Standortübungsplatzes ehemalige Panzerstraßen und einzelne befestigte Wege, die zu Wanderparkplätzen führen. Die Berge werden in Nord-Süd-Richtung von der Kreisstraße 55 durchquert, welche die Ortschaften Ramsdorf und Heiden verbindet. Südlich wird ein Teilgebiet von der Bundesstraße 67 durchquert.

## Erhebungen
Zu den Erhebungen der Berge gehören – sortiert nach Höhe in Meter (m) über Normalhöhennull (NHN):
- Tannenbültenberg (107,4 m) – zwischen Ramsdorf und Heiden
- Lünsberg (92,5 m; mit KD „Alte Eiche“) – im ehemaligen Standortübungsplatz ostnordöstlich von Borken
- Dönersberg (90 m)
- Fliegerberg (84,7 m) – im ehem. Standortübungsplatz östlich von Borken
- Hövelsberg (83 m; mit KD „Hügelgräberfeld“) – südöstlich von Ramsdorf